# Guy de Thouars
Ne doit pas être confondu avec Guy Ier de Thouars.
Guy de Thouars, mort le 13 avril 1213 à Chemillé, troisième fils de Geoffroy IV, vicomte de Thouars et de Denise de Lusignan, fille de Hugues VII le Brun et de Sarrazine de Lezay. 
Du fait de son mariage avec Constance de Bretagne, il est duc de Bretagne et comte de Richmond de jure uxoris de 1199 à 1201, puis baillistre du duché de Bretagne et du comté de Richmond de 1203 à 1206 et de 1207 à 1213 au nom de sa fille Alix de Thouars dite « de Bretagne ».

## Biographie
Guy de Thouars épouse Constance de Bretagne entre août et octobre 1199 après le divorce de cette dernière d'avec Ranulph de Blondeville, comte de Chester, l'époux qui lui avait été imposé par Henri II d'Angleterre vers 1189,. Son beau-fils, Arthur Ier ayant été assassiné le 5 avril 1203 par Jean sans Terre, il lui succède à la tête de la Bretagne en tant que duc baillistre, en qualité de tuteur de sa fille de deux ans, la petite duchesse Alix (ou Aelis), au détriment de sa belle-fille Aliénor (ou Azenor) et du tuteur de celle-ci, Jean sans Terre.
Guy de Thouars  joue un rôle instrumental essentiel dans la conquête de la Normandie par les Français en 1204. Allié au roi Philippe-Auguste, alors que ce dernier s'empare de la forteresse de Château-Gaillard le 6 mars puis de Rouen le 24 juin, il donne l'assaut au Mont-Saint-Michel avec 400 lances. Devant se replier avant d'avoir pu enlever par escalade l’abbaye réputée imprenable, Guy de Thouars se contente, après avoir massacré la population du bourg, d'allumer un incendie qui s'étend à la partie nord de l'abbaye. Il saccage ensuite la cathédrale d’Avranches et poursuit sa chevauchée de conquête de l'Avranchin et du Cotentin avec succès.
En 1206 Guy de Thouars, par solidarité familiale, est tenté de rejoindre les barons poitevins menés par son frère Aimery VII de Thouars qui  s'agitent contre le roi de France et se préparent à se soumettre à Jean Sans Terre. Philippe-Auguste réagit en lui en enlevant provisoirement le gouvernement de la Bretagne. L'échec du débarquement du roi anglais dissipe les inquiétudes du roi qui rend le gouvernement du duché à Guy.    
Pendant la période où il « tient en main propre la Bretagne » le roi de France inféode des châtellenies du domaine ducal à des fidèles ; celle de Guérande de manière indivise entre deux bretons, André II de Vitré et Eon Ier de Pontchâteau et celle de Ploërmel en fief héréditaire en faveur de Maurice III de Craon. 
Sous l'égide du roi de France, Philippe Auguste, un accord conclu à Paris en 1209 entre Guy de Thouars et le comte Alain Ier de Penthièvre (Goëlo-Penthièvre), héritier des droits sur le duché de Bretagne de la lignée des anciens ducs, prévoit les fiançailles puis le mariage de leurs enfants et héritiers respectifs : Alix, fille aînée de Guy et Henri d’Avaugour, le jeune fils d'Alain. Lors des fiançailles les barons et seigneurs bretons rendent à Lamballe l'hommage à Henri d’Avaugour.
Le comte Alain meurt le 29 décembre 1212 et Philippe-Auguste, peu confiant dans la fidélité et l'autorité en Bretagne de Guy de Thouars, compte tenu aussi du jeune âge du fiancé qui n'avait que 7 ans, et craignant que Jean sans Terre parvienne à imposer sa tutelle aux Bretons au travers de sa prisonnière Aliénor, recourt à l'un de ses cousins l'énergique Pierre de Dreux. Un mois après la mort d'Alain, le 27 janvier 1213, Pierre de Dreux (26 ans), fiancé à Alix (11 ans), rend l'hommage pour la Bretagne à Philippe Auguste. Le mariage avec Alix ne fut concrétisé qu'en février-mars 1214 dans les jours qui suivent le débarquement de Jean sans Terre à La Rochelle.
Guy de Thouars serait mort selon Pierre Le Baud à Chemillé le 13 avril 1213. Le 25 octobre 1223 son corps est translaté dans le chœur de l'église de l'abbaye Notre-Dame de Villeneuve près de Nantes, auprès de son épouse Constance († 1201). Leur fille Alix († 1221) fut provisoirement inhumée avec eux.

## Mariages et descendance

### Constance de Bretagne
Guy épousa Constance de Bretagne (1161-1201), duchesse de Bretagne, veuve de Geoffroy II Plantagenêt et divorcée de Ranulph de Blondeville, et en eut deux ou trois filles :
- Alix de Thouars (1200-1221), future duchesse de Bretagne ;
- Catherine de Thouars (v. 1er septembre-5 septembre 1201 † 1237-1240), dame d'Aubigné, mariée en 1212 à André III de Vitré ;
- Marguerite de Thouars[12],[13],[14],[15],[16],[17],[18],[19],[20] (v. 1er septembre-5 septembre 1201 † 1216-1220), première épouse de Geoffroy Ier, vicomte de Rohan[21].

### Eustachie de Chemillé
En 1203, Guy épousa en secondes noces Eustachie de Chemillé dont il eut deux fils :
- Pierre de Chemillé (1204-après 1251) Seigneur de Chemillé, il épousa Aliénor de Porhoët ;
- Thomas de Chemillé (?-après janvier 1246).

## Représentation en littérature
Guy de Thouars est un personnage secondaire des romans Le Poids d’une couronne (légende bretonne) (1867-1868) de Gabrielle d’Étampes et A King’s Ransom (2014) de Sharon Kay Penman (en) et est mentionné dans le roman Dans l’Ombre du Passé (2020) de Léa Chaillou.